# Jorge Omar

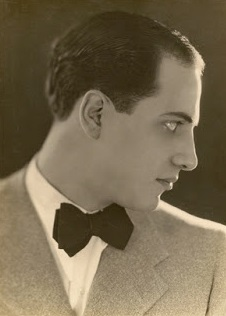
Jorge Omar (1937)

Jorge Omar (Juan Manuel Ormaechea; * 10. März 1911 in Buenos Aires; † 24. Februar 1998) war ein argentinischer Tangosänger.

## Leben
Omar begann seine musikalische Laufbahn 1930 beim Hörfunk von zwei Gitarristen begleitet als Solosänger. Daraufhin engagierte ihn Minotto Di Cicco als Refrainsänger seines Orchesters, mit dem er 1931 beim Label Columbia dreizehn Titel aufnahm. Sechs weitere Aufnahmen entstanden mit dem von Alberto Castellanos geleiteten Orchester des Labels. 1932 nahm er ebenfalls bei Columbia mit einem von Antonio Bonavena geleiteten Orchester den Tango Lunes auf.
1933 trat er mit dem Orchester von Juan de Dios Filiberto in der Theaterfarce Villa Crespo von Alberto Vacarezza auf und sang hier als Premiere den Tango Botines viejos von Vacarezza und Filiberto. Im Jahr 1935 nahm er erfolgreich an einem Wettbewerb um den Platz als Nachfolger Fernando Díaz’ im Orchester Francisco Lomutos teil. Seine Zusammenarbeit mit Lomuto währte bis 1943, und er nahm in dieser Zeit 146 Titel auf, einige davon im Duo mit Díaz nach dessen Rückkehr zu Lomuto 1939. Er trat mit Lomutos Orchester in Luis Moglia Barths Film Melgarejo (1937, mit Florencio Parravicini und Mecha Ortiz) und am Theater in El rey del tango auf. In dem Stück La mujer es peligrosa hatte er eine Hauptrolle.
Nach der Trennung von Lomuto gründete Omar mit Díaz eine Formation namens Los Diablos Rojos, die aber nur kurze Zeit bestand. Darauf schloss er sich dem Orchester José Tinellis an. Später trat er als Solist mit Begleitung einer eigenen Gruppe auf, er konnte jedoch nicht mehr an die Erfolge seiner Zeit mit Lomuto anknüpfen.

## Aufnahmen
- Taconeando (von Pedro Maffia, Text von José Horacio Staffolani)
- Mil novecientos (von Edgardo Donato und Luis César Amadori)
- Lunes (von José Luis Padula und Francisco García Jiménez)
- Arrepentido (von Rodolfo Sciammarella)
- Esclavo (von Joaquín Mora, Text von José María Contursi)
- Vendrás alguna vez (von Alfredo Malerba und Luis César Amadori)
- Gota de lluvia (Walzer von Félix Lipesker und Homero Manzi)
- Ausencia gris (von Roberto Nievas Blanco, Text von Julio Jorge Nelson)
- Catalina (Walzer von Rafael de León und Manuel López Quiroga)
- A la gran muñeca
- El sol del veinticinco
- Los granaderos de San Martín
- Se han sentado las carretas
- El día que te fuiste
- Se necesita una estrella
- El picaflor
- El anzuelo